# Distrikt Huarmey
Der Distrikt Huarmey liegt in der Provinz Huarmey in der Region Ancash in West-Peru. Der Distrikt wurde am 2. Januar 1857 gegründet. Er besitzt eine Fläche von 2911 km². Beim Zensus 2017 wurden 25.590 Einwohner gezählt. Im Jahr 1993 lag die Einwohnerzahl bei 17.807, im Jahr 2007 bei 21.666. Die Distriktverwaltung befindet sich in der 7 m hoch nahe der Küste gelegenen Provinzhauptstadt Huarmey mit 21.141 Einwohnern (Stand 2017).

## Geographische Lage
Der Distrikt Huarmey liegt im Südwesten der Provinz Huarmey. Der Distrikt liegt an der Pazifikküste. Im Osten des Distrikts erheben sich die Ausläufer der peruanischen Westkordillere. Der Unterlauf des Río Huarmey durchquert den Distrikt in westsüdwestlicher Richtung. Die Nationalstraße 1N verläuft im Hinterland der Küste in Nord-Süd-Richtung.
Der Distrikt Huarmey grenzt im Norden an den Distrikt Culebras, im Nordosten an die Distrikte Coris (Provinz Aija), Huayán, Malvas und Cochapeti, im Osten an die Distrikte Pararín (Provinz Recuay) und Colquioc (Provinz Bolognesi) sowie im Südosten und im Süden an den Distrikt Paramonga (Provinz Barranca).